# Мария Михайловна
Мария Михайловна (25 февраля (9 марта) 1825, Москва — 7 (19) ноября 1846, Вена) — российская великая княжна, дочь великого князя Михаила Павловича, сына императора Павла I, и Фридерики Шарлотты Марии, старшей дочери принца Вюртембергского Павла Генриха Карла Фридриха Августа (в православии Елена Павловна).

## Биография
Родилась 25 февраля (9 марта) 1825 года и была первым ребёнком в великокняжеской семье.
Её воспитанию и образованию уделялось повышенное внимание со стороны матери. Великий князь очень хотел сына, из которого мог бы воспитать солдата. Но в его семье рождались только девочки, воспитание которых он предоставил жене. Между тем Михаил Павлович не мог отказать себе в удовольствии ввести в их программу один из военных предметов, мотивируя это тем, что каждая из его дочерей была (как и мать) шефом какого-нибудь из кавалерийских полков.
И он знакомил дочерей с кавалерийскими и пехотными сигналами на горне и барабане. С 25 февраля 1845 года по 11 декабря 1846 года Серпуховский уланский полк назывался Уланский Е. И. В. Великой Княжны Марии Михайловны полк. В 1835—1838 годах издавался детский журнал под названием «Детская библиотека, посвященная её Императорскому Высочеству великой княжне Марии Михайловне» (издатель А. Н. Очкин). Замужем не была. Рассматривалась в качестве невесты наследного принца Баденского.
Мария Михайловна отличалась хрупким здоровьем. Первые признаки чахотки появились накануне её двадцатилетия. Болезнь очень быстро прогрессировала и скоро Великая княжна скончалась в возрасте 21 года 7 (19) ноября 1846 в Вене на руках у своего отца. Похоронена в Петропавловском соборе.
В память о ней и её сестре Елизавете Михайловне, скончавшейся при родах в январе 1845, великая княгиня Елена Павловна организовала приюты «Елизаветы и Марии» в Петербурге и Павловске.

## Награды
- Орден Святой Екатерины 1 степени (1825)[2]

## Память
В 1840 году в честь Марии Михайловны назвали Мариинскую улицу в Павловске.